# Томас Оуен
Жералд Берто (на френски: Gérald Bertot) е съвременен белгийски писател. Пише под псевдонима Томас Оуен (на френски: Thomas Owen), а в началото на писателската си кариера и като Стефан Рей (Stéphane Rey).

## Биография
Роден на 22 юли 1910 г. в Льовен. Той е най-голямото от трите деца в семейството на Елизабет Джеан и Артър Берто, който преподавал в City College. Оуен завършва средното си образование в училището „Сен-Мишел“ в Брюксел, където е започнал да пише кратки статии за училищното списание „La jeunesse“.
През 1928 г. влиза във Философския факултет на Университета „Сен Луи“, а след това, до 1932 г., практикува право в университета в Лувен. През 1930 г. основава литературното списание „La Parole Universitaire“. Изданието е под негово ръководство, а след това го поема брат му, който продължава издаването му още 10 години.
През 1933 г. получава докторска степен по право в Католическия университет на Льовен. Същата година се жени за Джулиет Харди и се отдава на адвокатската си професия. Раждат му се две деца – през 1936 г. и 1939 г.
Бил е председател на Белгийската асоциация на мелничарите, президент на Асоциацията на мелничарските асоциации в ЕИО, на Международната асоциация на мелницчарското дело, и накрая – президент на Федерацията на селското стопанство и хранително-вкусовата промишленост, където е работил 43 години и е станал генерален директор.

## Награди
- 1950 – Награда на Брабант за романа „Тайната на играта“ (Le Jeu secret)
- 1952 – победител в конкурса на вестник „Ню Йорк Хералд Трибюн“ за разказа „The Lovely“ (Bagatelles douces), който е бил признат като един от „56 най-добри истории на света“
- 1953 – председател на Асоциацията на белгийските мелничари (l'Association де meuniers Belges)
- 1954 – награда на читателите на списание „Кураж“ (Prix де lecteurs де ла ревю Audace) за разказа "Възрастни“ (Les Grandes personnes)

## Произведения
- Gordon Oliver mène l'enquête (1941) – като Стефан Рей
- Ce soir, 8 heures (1941) – като Стефан Рей
- Destination Inconnue (1942)
- Un crime "swing (1942)
- Le Nez de Cléopâtre (1942)
- Duplicité, avec Elie Lanotte (1942)
- L'Initiation à la peur (1942)
- Les Espalard (1943)
- Les Chemins étranges (1943)
- Hötel meublé (1943)
- Le Livre Interdit (1944)
- Les Invités de 8 heures (1945)
- La Cave aux crapauds (1945)
- Portrait d'une dame de qualité (1948)
- Le Jeu secret (1950)
- Le Coffret (1958)
- Pitié pour les ombres (1961)
- Cérémonial nocturne (1966)
- La Truie (Marabout) – (1970)
- Le Rat Kavar (1975)
- Les Maisons suspectes (1976)
- Le Livre noir des merveilles (1980)
- Les Grandes personnes (1982)
- Les Chambres secrètes (1983)
- Les Fruits de l'orage (1984)
- Les Sept péchés capitaux (1984)
- Carla hurla (1990)
- Le Tétrastome (1990)
- La Ténèbre (1994)
- Contes à l'encre de la nuit (1998)
- La Porte oblique et autres secrets (2011)